# Juan José Serrano Gómez
Juan José Serrano Gómez (nacido, en 1888 en Arenas de San Pedro, Ávila y fallecido en 1969 en Sevilla) fue uno de los fotoperiodistas más activos del siglo XX, que destacó por la labor fotográfica que llevó a cabo en Sevilla, así como durante la Guerra Civil española y por su trabajo en el diario ABC. 
Nacido en el seno de una familia modesta, se marcha a los doce años a Madrid y a la edad de 16 se inicia en el mundo laboral con su primer trabajo en una pastelería de la capital, con el nombre de Niza. Fue a raíz de este momento cuando decidió dedicarse al mundo de la fotografía y a la captación de estas, ya que el propietario de dicha pastelería era un gran aficionado a la fotografía y le inculcó sus mismos valores. Por este motivo, abandonó su trabajo en la pastelería para comenzar a dedicarse por completo a lo que se convertiría en una gran trayectoria fotográfica.
Entre sus mejores amigos figuraban compañeros prestigiosos de su propio gremio tales como Cecilio Sánchez del Pando, uno de los principales reporteros gráficos de Sevilla, Juan Gómez Barrera y Carlos Luis Olmedo Carmona.

## Biografía
Sus primeros pasos en el mundo de la fotografía vinieron de la mano del crítico taurino Manuel Barquero, y de esta forma realizó sus primeras fotografías en plazas de toros, con el asesoramiento del periodista José Irigoyen de la revista Sol y Sombra. Realizó un trabajo muy valorado por los amantes del toreo, ya que cubrió un gran número de acontecimientos y exaltó la figura de prestigiosos profesionales del mundo taurino como fueron Joselito, Belmonte, El Gallo y Granero
El trabajo que llevó a cabo en las plazas de toros tuvo una fuerte repercusión. Por eso, Alfonso Sánchez García decidió realizarle una oferta de empleo, por lo que Juan José realizó algunos trabajos que fueron publicados en diversos periódicos como “El Heraldo”, “El Liberal” y “Nuevo Mundo”.
En 1913 conoce Pepe Campúa, el cual llegó a ser fue nombrado fotógrafo de la Casa Real por el propio Alfonso XIII; este le ayuda a incorporarse como nuevo miembro de la revista "Nuevo Mundo", accediendo de esta forma al departamento de la Prensa Gráfica. De tal modo, finalizó  así su formación como operador de documentales de cine para la casa francesa Pathé, a cerca del mundo de los toros. Esto fue un acontecimiento que influyó decisivamente en su trayectoria fotográfica.
Juan José decidió abandonar Madrid y continuar con su labor periodística y fotográfica en Sevilla, y fue en la feria de Sevilla de 1916 donde tomó sus primeras imágenes de la capital andaluza. En este nuevo lugar, encontró diversos puestos de trabajo como corresponsal en varios diarios como “La Tribuna”,  “ABC de Madrid” y “Mediterráneo de Barcelona”. Además también formó parte de la plantilla de “La Exposición”, “El Noticiero Sevillano” y “La Unión”, de este último incluso llegó a convertirse en su redactor jefe.
Dos años después se casó con una joven madrileña, con la que tuvo tres hijos. Ellos continuaron manteniendo vivo su legado y labor hasta 1988, y su nieto, Juan Manuel Serrano Becerra, continua actualmente la saga de fotógrafos, además de ser redactor gráfico en el diario ABC.
Mientras se ganaba la vida como reportero y fotógrafo, inauguró diversas galerías, las cuales se encontraban en las calles O’Donnel, Méndez Nuñez, Avenida y Zaragoza. Estas fueron dirigidas por sus tres hijos tras no poder dedicarse a ello por trabajar en otros medios.
En 1920, cuando ya era el dueño de la galería que abrió en la calle O’Donell, este realizaba trabajos periódicamente en un gran número de medios. Algunos de ellos son  "La Esfera" de Madrid,  "Nuevo Mundo", "Mundo Gráfico", "La Unión", "El Noticiero Sevillano", y "El Liberal" de Sevilla. También participa en numerosas ocasiones en diarios como  "El Sol", "La Tribuna", "Sombras", "Informaciones", "Cosmópolis", "Blanco y Negro" e incluso llegó a trabajar en la plantilla del ABC  en varias ediciones del Patronato Nacional de Turismo.
Realizó numerosos reportajes y algunos destacan sobre todos los demás, algunos de ellos contienen sus fotos más emblemáticas, por ejemplo, las fotografías del entierro del torero Joselito, el Rocío, los sucesos de Casas Viejas, el paso del Zeppelín, la quema de iglesias, la fiesta taurina en general o el que llevó a cabo durante la reunión de la Generación del 27 en la Cámara de Comercio para la conmemoración de Luis de Góngora.
Cuando estalló la contienda de la Guerra Civil tomó numerosas instantáneas de la guerra desde el bando franquista mientras acompañaba a la columna del General Varela. Juan José realizó fotografías muy destacadas hoy en día como son las de la Guardia de Asalto. Además, debido a su labor durante el conflicto civil consiguió la concesión de la Cruz de Campaña, por la coherencia de su obra a través de grandes reportajes en Talavera de la Reina, Brunete, Alcázar de Toledo, Ciudad Universitaria, etc. que se publicaron en revistas y periódicos tanto de Francia como de Inglaterra.
Tras finalizar la guerra continuó con su labor en el diario ABC y realizó diversos artículos para revistas como "El Ruedo", "Mundo Gráfico", "El Sol", etc.
Entre 1920 y 1950 fotografió a un gran número de personas emblemáticas de la sociedad y dejó para las generaciones venideras archivos con más de 100.000 negativos. Estos archivos fueron rescatados por el Ayuntamiento de Sevilla en los años 80, y actualmente son conservados y guardados en la Hemeroteca Municipal de Sevilla.   
Gracias al trabajo que realizó Juan José durante su trayectoria profesional, permite conocer una gran parte de la historia de la capital de Andalucía y de la propia Guerra que se vivió en el territorio español.

## Premios
- Premio en el concurso fotográfico celebrado en 1927 en Córdoba.[7]
- Medalla de oro en la Exposición Iberoamericana en 1929.[7]
- Medalla de oro de la Federación Andaluza de Fútbol.[7]
- Premio de la Diputación de Ávila.[7]
- Premio del Ayuntamiento de Córdoba.[7]
- Medalla de oro al Mérito en la Información[7]
- Premio por sus colecciones sobre la Semana Santa Sevillana.[7]
- Cruz de Campaña.[7]